# Torneo Supercup 2018
Il Torneo Supercup 2018 si è svolto nei giorni 7 ed 8 settembre 2017.
Gli incontri sono stati disputati nell'impianto Inselparkhalle, situato nella città di Amburgo.

## Squadre partecipanti
1. Germania
2. Italia
3. Rep. Ceca
4. Turchia

## Risultati
Semifinali
| Amburgo 7 settembre 2018, ore 17:30 | Italia | 80 – 87 | Rep. Ceca | Inselparkhalle |

| Amburgo 7 settembre 2018, ore 20:00 | Germania | 79 – 100 | Turchia | Inselparkhalle |

Finali
| Amburgo 8 settembre 2018, ore 17:30 | Italia | 71 – 62 | Germania | Inselparkhalle |

| Amburgo 8 settembre 2018, ore 20:00 | Rep. Ceca | 80 – 89 | Turchia | Inselparkhalle |

## Classifica
| -  | Team      |
| -- | --------- |
| 1. | Turchia   |
| 2. | Rep. Ceca |
| 3. | Italia    |
| 4. | Germania  |